# 맨드레이크
맨드레이크(mandrake) 또는 만드라고라(라틴어: Mandragora)는 가지과 맨드레이크속에 속하는 식물들의 일반적인 명칭이다. 맨드레이크의 뿌리 모양은 사람의 손가락과 유사하기 때문에 마법 의식에서 오랫동안 사용되어 왔고 오늘날에도 위카나 오디니즘같은 독일 이교에서도 쓰이고 있다.
맨드레이크는 '사탄의 사과'나 '사랑의 사과'로도 알려져 있었는데 본래 악마의 과일로 여겨졌으며, 최음제로도 정평이 나 있었다. 구약성서의 족장설화에도 야곱의 첫째 부인인 레아의 아들이 들에서 멘드레이크(자귀나무)를 발견하여 어머니에게 선물로 주었다. 둘째 부인인 라헬이 이를 보고 귀히 여기자 레아는 자귀나무(멘드레이크)를 라헬에게 주어 매정하던 야곱과 다시 만나는 기회로 삼았다.
| “ | 15 그러나 레아는 "네가 나에게서 남편을 빼앗고도 무엇이 부족해서 이제 내 아들이 캐 온 자귀나무마저 달라느냐?" 하며 역정을 내었다. 그러자 라헬은 "언니 아들이 캐온 자귀나무를 주면 오늘 밤 그분을 언니 방에 드시도록 하리다." 하였다. 16 저녁때가 되어 야곱이 밭에서 돌아오자 레아가 나가서 맞으며 "당신은 오늘 제 집에 드셔야 합니다." 하며 자기 아들이 캐 온 자귀나무로 치른 값을 해달라고 하였다. 야곱은 그 날 밤 레아와 한자리에 들었다. | ” |

| “ | 내게로 들어오라. 내가 내 아들의 맨드레이크로 당신을 샀노라.(창세기 30:16) | ” |

한글성서 번역자들은 레아의 큰 아들 르우벤이 발견하여 준 맨드레이크를 자귀나무(공동번역성서), 합환채(한글개역판)로 번역하였다.
- 토마토와의 관련성에 대해서 토마토 참조.